# حاييم كورسيا
حاييم كورسيا Haïm Korsia (ولد في 23 سبتمبر 1963 ، ليون) هو الحاخام الأكبر لفرنسا. انتخب من قبل المركزي consistory.
يعمل كورسيا كقسيس يهودي في الجيش الفرنسي ، وكان كورسيا أيضًا رئيسًا لمدرسة حاخامية. تم انتخابه في يونيو 2014 وبدأ فترة سبع سنوات كزعيم للجالية اليهودية في فرنسا.